# Championnats d'Afrique d'haltérophilie 1997
Navigation
Édition précédente Édition suivante
Les championnats d'Afrique d'haltérophilie 1997 sont la 11e édition des championnats d'Afrique d'haltérophilie. Ils se déroulent du 27 au 29 avril 1997 à Port-Saïd en Égypte.

## Participants
Une soixantaine d'haltérophiles prennent part à cette 11e édition des championnats d'Afrique d'haltérophilie. Neuf pays participent à l'événement, le Cameroun et le Nigeria ayant quant à eux déclarés forfaits avant le début de la compétition :
- Algérie
- Afrique du Sud
- Égypte
- Libye
- Maroc
- Maurice
- Ouganda
- Tunisie
- Seychelles

## Déroulé de la compétition
Les deux premiers journées, les Algériens ont remporté  trois médailles d'or, six d'argent et six de bronze ; Abdel Monaim Yahiaoui est triple médaillé d'or en moins de 70 kg, quatre médailles d'argent sont remportées par Fouad Bouzenada (70 kg) et Hakim Benami (54 kg), et six médailles de bronze sont obtenues par Abdelmadjid Boulahia (76 kg) et Tayeb Boulahia (91 kg). La troisième et dernière journée est disputée mardi 29 avril 1997 ;  neuf autres médailles sont obtenues par la délégation algérienne ; Ali Benmedjghala remporte 3 médailles d'or dans la catégorie des moins de 108 kg alors que ses coéquipiers Djamel Aggoun (92 kg) et Salim Hadji (108 kg) obtiennent chacun trois médailles d'argent. En revanche , Kamel Sahraoui engagé  chez les 83 kg , n'a pu s'illustrer en raison  de la forte  concurrence  dans cette catégorie.
Henk Booysen (Afrique du Sud) est triple médaillé d'argent à l'arraché, à l'épaulé-jeté et au total dans la catégorie des moins de 105 kg.
L'Algérie remporte 22 médailles au total dont 4 médailles d'or, 12 médailles d'argent et 6 médailles de bronze , derrière l’Égypte meilleure nation du tournoi.

## Engagés par pays
- Algérie (9) : Hakim Benami (54 kg), Fouad Bouzenada (70 kg), Abdelmonaim Yahiaoui (70 kg) - Abdelmadjid Boulahia (76 kg), Kamel Sahraoui (83 kg), Tayeb Boulahia (91 kg), Djamel Aggoun (92 kg), Hadj Salim (108 kg), Ali Benmedjghala (108 kg). Entraineur national : Azzedine  Basbas[1].